# Ernesto García Ladevese
Ernesto García Ladevese (Castro Urdiales, 1850 — Madrid, 1914) va ser un poeta, novel·lista, periodista, advocat i polític espanyol.

## Biografia
Nascut en la localitat santanderina de Castro Urdiales, al juny de 1850,va estudiar la carrera de Dret i, des de molt jove, va col·laborar en premsa.Va escriure per a publicacions periòdiques com El Siglo Ilustrado, Don Diego de Noche, Las Novedades, El Museo Universal, Gil Blas, El Liberal, El Bazar i altres periòdics madrilenys. D'ideologia republicana,va prendre part en activitats de caràcter conspiratiu durant la Restauració —va ser un fidel seguidor de Manuel Ruiz Zorrilla— i va viure força temps a l'exili, durant el qual col·laborà en diverses publicacions franceses. Va ser autor de nombrosos llibres de novel·la i poesia, així com, a començaments del segle xx, corresponsal a Madrid de La Nación de Buenos Aires, i d'altres periòdics estrangers, a més de col·laborador de Blanco y Negro, La Ilustración Española y Americana i El Globo. Va morir a Madrid en 1914.